# Сен-Ламбер-э-Мон-де-Жё
Сен-Ламбе́р-э-Мон-де-Жё (фр. Saint-Lambert-et-Mont-de-Jeux) — коммуна во Франции, находится в регионе Шампань — Арденны. Департамент коммуны — Арденны. Входит в состав кантона Аттиньи. Округ коммуны — Вузье.
Код INSEE коммуны — 08384.
Коммуна расположена приблизительно в 180 км к северо-востоку от Парижа, в 65 км севернее Шалон-ан-Шампани, в 32 км к югу от Шарлевиль-Мезьера.

## Население
Население коммуны на 2008 год составляло 186 человек.
| 1962 | 1968 | 1975 | 1982 | 1990 | 1999 | 2008 |
| ---- | ---- | ---- | ---- | ---- | ---- | ---- |
| 221  | 230  | 210  | 192  | 180  | 185  | 186  |

## Администрация
| Период | Период | Фамилия       | Партия | Должность |
| ------ | ------ | ------------- | ------ | --------- |
| 2001   | 2008   | Роже Жийе     |        |           |
| 2008   |        | Сильви Галлуа |        |           |

## Экономика
В 2007 году среди 128 человек в трудоспособном возрасте (15—64 лет) 78 были экономически активными, 50 — неактивными (показатель активности — 60,9 %, в 1999 году было 62,8 %). Из 78 активных работали 69 человек (41 мужчина и 28 женщин), безработных было 9 (4 мужчины и 5 женщин). Среди 50 неактивных 13 человек были учениками или студентами, 19 — пенсионерами, 18 были неактивными по другим причинам.

## Достопримечательности
- Церковь Сен-Ламбер.
- Церковь Мон-де-Жё.
- Бывший замок Мон-де-Жё (XVIII век). Исторический памятник с 1995 года.[3]

## Фотогалерея

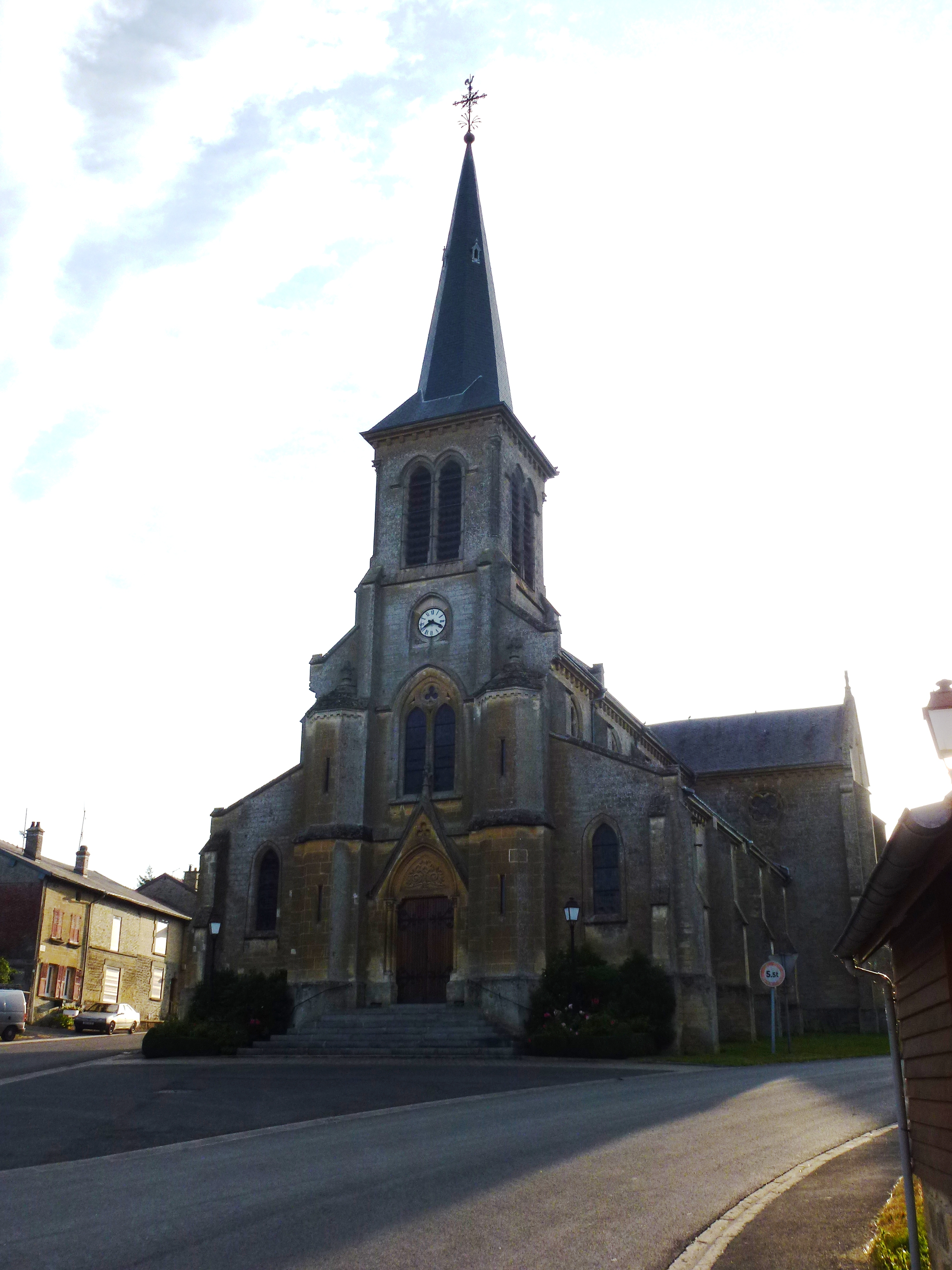
Церковь Сен-Ламбер
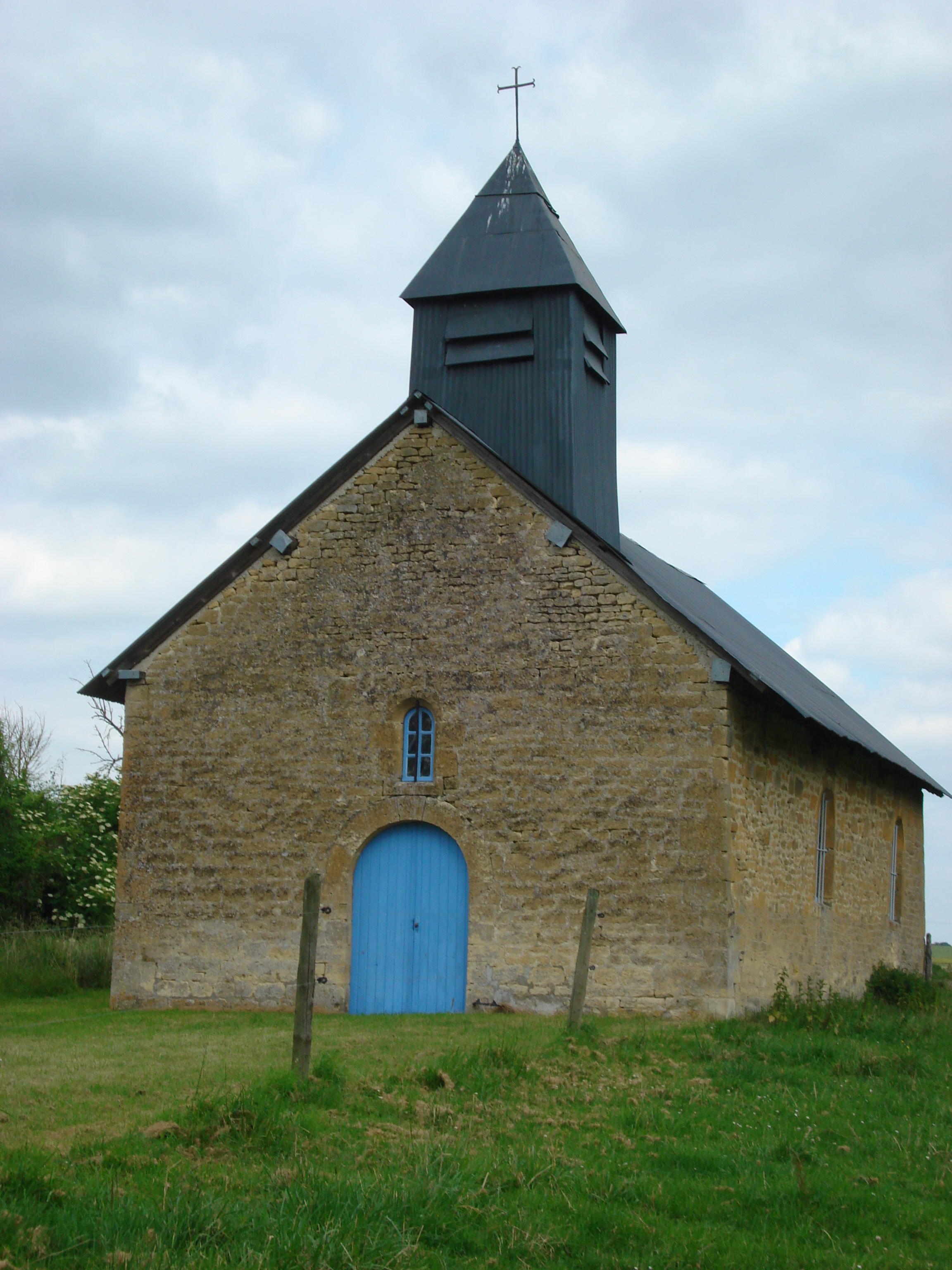
Церковь Мон-де-Жё
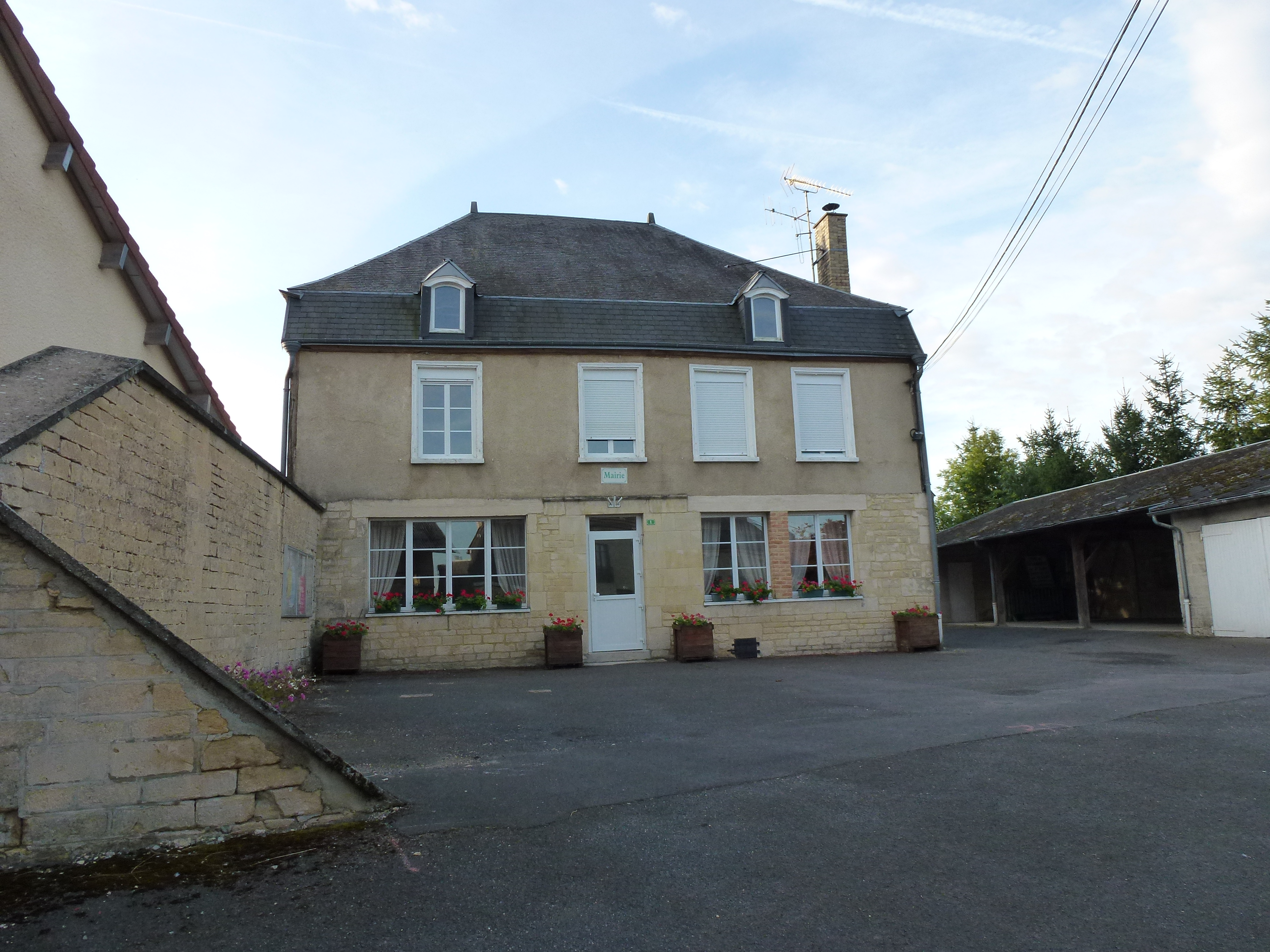
Мэрия
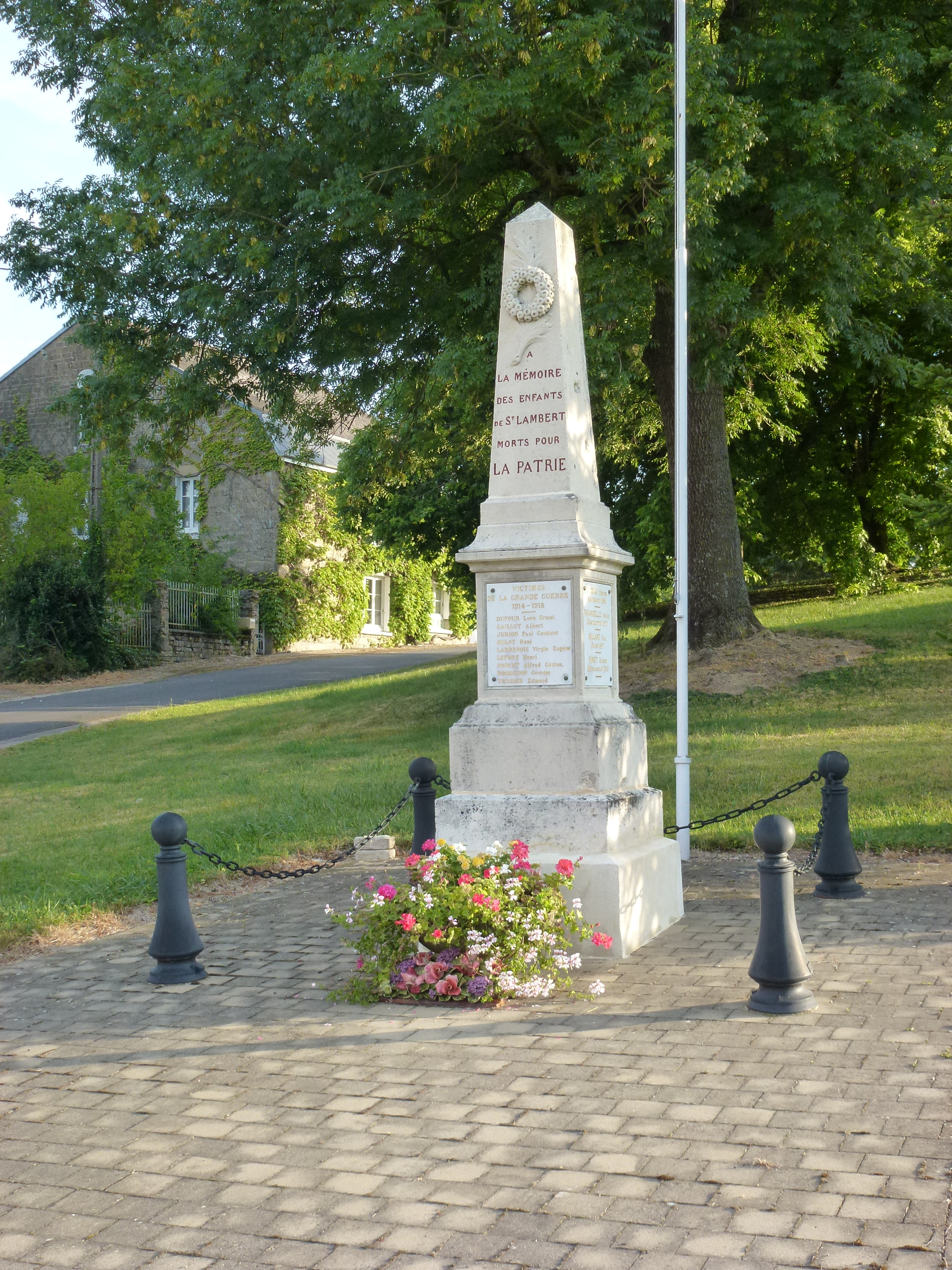
Памятник жителям, погибшим в Первой мировой войне